# Семененко, Светлан Андреевич
Светлан Андреевич Семененко (26 ноября 1938, Ленинград — 18 мая 2007, Таллин) — советский писатель и переводчик эстонской литературы на русский язык. Член Союза писателей СССР (1975), член Союза Писателей Эстонии (1991).

## Биография
Поступил в Ленинградский государственный университет на физический факультет, перевёлся на биолого-почвенный, но образование не завершил. В 1962 году поступил в Тартуский университет, а в 1967 году окончил филологический факультет университета.
Жил в Таллине. Сотрудничал в газете «Советская Эстония» (1967—1978), журнале «Таллин» (1978—1991). Выступил как переводчик эстонской поэзии и прозы. Считается одним из самых значительных переводчиков эстонских поэтов.
Лауреат Литературной премии Эстонской ССР имени Юхана Смуула (1983).
Проводится фестиваль памяти С. Семененко.